# Battaglia di Mormant
La battaglia di Mormant venne combattuta il 17 febbraio 1814 nell'ambito della campagna nel nord-est della Francia della più ampia guerra della sesta coalizione.
Le truppe francesi di Napoleone Bonaparte si avventarono contro le unità coalizzate dell'armata del feldmaresciallo Karl Philipp Schwarzenberg (composta da truppe austriache, russe e bavaresi) attestate a Mormant: la divisione russa del generale Peter Graf von der Pahlen fu circondata dalla cavalleria francese e distrutta perdendo due terzi dei suoi effettivi, mentre nel pomeriggio una seconda azione a Valjouan vide la divisione austro-bavarese del generale Peter de Lamotte venire messa in rotta oltre la Senna da un deciso attacco dei francesi.
Lo scontro fece da prodromo alla battaglia di Montereau combattuta il giorno seguente.

## Antefatti
Sull'onda dell'entusiasmo per la vittoria riportata ai danni di Napoleone nella battaglia di La Rothière il 1º febbraio 1814, i comandi dei coalizzati concepirono un piano secondo l'Armata di Boemia del feldmaresciallo austriaco Karl Philipp Schwarzenberg sarebbe avanzata su Parigi via Troyes mentre, simultaneamente, l'Armata della Slesia del feldmaresciallo prussiano Gebhard Leberecht von Blücher avrebbe seguito una rotta più a nord lungo le rive del fiume Marna passando per Meaux. Napoleone realizzò ben presto che la minaccia rappresentata dalle forze di Blücher era più pressante di quella rappresentata dall'armata di Schwarzenberg, e il 9 febbraio diresse a nord con 30 000 uomini dopo aver lasciato una forza di 34 000 soldati al comando dei marescialli Claude-Victor Perrin e Nicolas Charles Oudinot per trattenere le truppe del feldmaresciallo austriaco.
Nella seguente campagna dei sei giorni Napoleone inflisse una serie di imbarazzanti sconfitte a Blücher, ripetutamente battuto nelle battaglie di Champaubert (10 febbraio), di Montmirail (11 febbraio), di Château-Thierry (12 febbraio) e di Vauchamps (14 febbraio); nell'arco di sei giorni l'Armata della Slesia, forte di 56 000 effettivi, perse 16 000 uomini tra morti, feriti e prigionieri oltre a 47 cannoni, mentre le perdite di Napoleone ammontarono a non più di 4 000 uomini.
Mentre Napoleone batteva ripetutamente Blücher, l'armata di Schwarzenberg aveva respinto davanti a sé la resistenza delle forze di Voctor e Oudinot. Sull'ala destra dei coalizzati, il corpo d'armata russo del generale Peter Wittgenstein era avanzato attraverso Nogent-sur-Seine mentre il corpo austro-bavarese del generale Carl Philipp von Wrede aveva preso Bray-sur-Seine; sull'ala sinistra, le unità del Württemberg del principe ereditario Guglielmo si era mosso attraverso Sens con alla sua sinistra il corpo d'armata austriaco del generale Federico Bianchi. Il corpo d'armata austriaco del generale Ignác Gyulay supportava l'ala sinistra mentre la riserva dell'Armata di Boemia sotto il generale russo Michael Andreas Barclay de Tolly appoggiava l'avanzata dell'ala destra. Wrede attraversò la Senna a Bray, forzando i francesi ad abbandonare Noget nelle mani di Wittgenstein; Victor e Oudinot si ritirarono quindi dietro le paludi di Yerres, pericolosamente troppo vicini a Parigi. Per rispondere alle richieste d'aiuto dei due marescialli, Napoleone inviò in loro soccorso il maresciallo Étienne Jacques Joseph Alexandre Macdonald, il quale giunse il 14 febbraio a Guignes con un corpo d'armata rinforzato da rimpiazzi appena arrivati da Parigi.
Lasciati i marescialli Auguste de Marmont ed Édouard Mortier a controllare i movimenti di Blücher, Napoleone trasferì rapidamente la sua armata verso sud per affrontare Schwarzenberg. L'imperatore arrivò a Guignes nel pomeriggio del 16 febbraio e pianificò di lanciare un'offensiva per il giorno seguente; Napoleone trovò le truppe di Victor ed Oudinot in buon ordine e pronte a lanciare l'attacco.

## Forze in campo

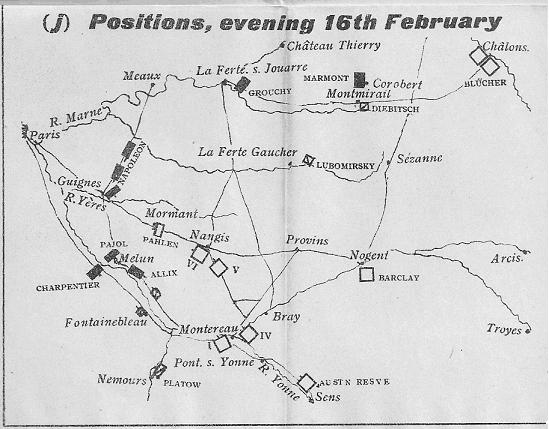
La posizione delle rispettive forze il pomeriggio del 16 febbraio

Schwarzenberg aveva più di 100 000 soldati nella sua armata, ma quando ricevette notizia delle sconfitte riportate da Blücher ordinò immediatamente alle sue forze di ripiegare dietro la Senna. Invece di obbedire, il generale Wittgenstein spinse aggressivamente il suo corpo d'armata (circa 15 000 uomini) verso ovest oltre Provins in direzione di Nangis, con la sua avanguardia comandata dal generale Peter Graf von der Pahlen che arrivò fino a Mormant. Per il 16 febbraio il corpo d'armata di Wrede (21 000 uomini) si trovava vicino a Donnemarie-Dontilly, tranne che per la divisione austriaca del generale Anton von Hardegg che era a Nagis; il corpo del Württemberg (10 000 uomini) era vicino a Montereau con la sua avanguardia giunta in vista di Melun. Il corpo austriaco di Bianchi (13 000 uomini) era già a sud della Senna tra Moret-sur-Loing e Villeneuve-la-Guyard con la sua avanguardia più a ovest a Fontainebleau; il corpo d'armata di Gyulay (11 000 uomini) era a Pont-sur-Yonne, con la riserva di Barclay de Tolly (30 000 uomini) e le riserve austriache al comando di Liechtenstein (4 000 uomini) a Sens.
Le forze ammassate da Napoleone a Guignes consistevano nella sua Guardia imperiale, suddivisa tra la divisione della Vecchia Guardia del generale Louis Friant (4 500 uomini), le divisioni della Giovane Guardia al comando del maresciallo Michel Ney (3 000 uomini) e la cavalleria della Guardia sotto i generali Louis Marie Laferrière-Levesque, Rémi Joseph Isidore Exelmans e Louis Michel Pac (3 000 uomini in totale). Vi erano poi il II Corpo d'armata di Victor (6 549 uomini e 40 cannoni), il VII Corpo di Oudinot (7 516 uomini e 34 cannoni), il XI Corpo di MacDonald (4 700 uomini) e il VI Corpo di cavalleria del generale François Étienne Kellermann (2 788 uomini). In aggiunta, vi erano anche i 4 500 uomini della riserva di Parigi agli ordini del generale Étienne Maurice Gérard.
Più a est, vicino a Melun, si trovava la divisione della Giovane Guardia del generale Henri François Marie Charpentier (3 500 uomini), la divisione della Guardia nazionale francese del generale Michel-Marie Pacthod (5 000 uomini) e la divisione di cavalleria del generale Pierre Claude Pajol (1 400 uomini).

## La battaglia

### Lo scontro di Mormant

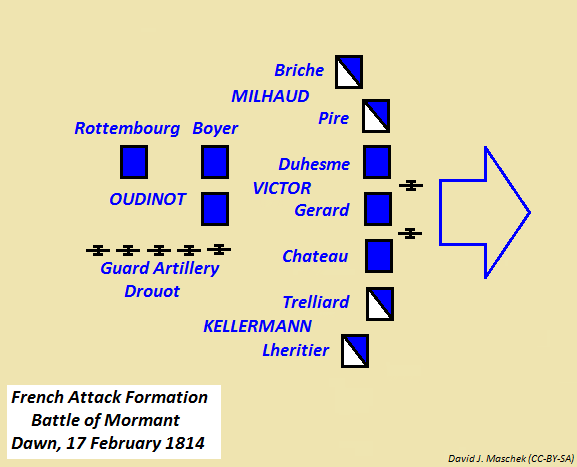
Lo schieramento assunto dai francesi a Mormant

A Mormant, Pahlen si rese ben presto conto che un gran numero di truppe francesi stava convergendo sulla sua posizione. Il generale russo piazzò due battaglioni dentro Mormant e ammassò il resto delle sue forze sui due lati della strada con l'artiglieria piazzata in mezzo; i russi erano pronti tanto a combattere quanto a ritirarsi. Nel corso della notte tra il 16 e il 17 febbraio, Wittgenstein ricevette ordini tassativi di ritirarsi e si mise quindi in marcia verso est per Provins all'alba; ordini simili furono inviati a Pahlen, ma troppo tardi: allo spuntare del giorno Pahlen si trovò ad affrontare forze nemiche soverchianti.
Il comandante russo aveva ai suoi ordini 2 000-2 500 fanti oltre a 1 500-1 800 truppe a cavallo agli ordini del generale Friedrich von Rüdiger; un'altra brigata russa, al comando del colonnello Rosen, si trovava più a est a Bailly. Alle 05:00 la fanteria francese avanzò con il II Corpo di Victor in avanguardia (la divisione di Guillaume Philibert Duhesme sulla sinistra e la divisione di Louis Huguet-Château sulla destra, inframezzate dalla riserva di Parigi di Gérard al centro); la cavalleria di Milhaud copriva l'ala sinistra di Victor e la cavalleria di Kellerman quella destra. Dietro questa forza si muoveva il VII Corpo di Oudinot disposto sul lato settentrionale della strada, con la divisione di Pierre François Xavier Boyer ad aprire la strada e la divisione di Henri Rottembourg 200 metri più dietro; l'artiglieria della Guardia imperiale muoveva lungo la strada stessa, e il resto dell'armata seguiva alle sue spalle.

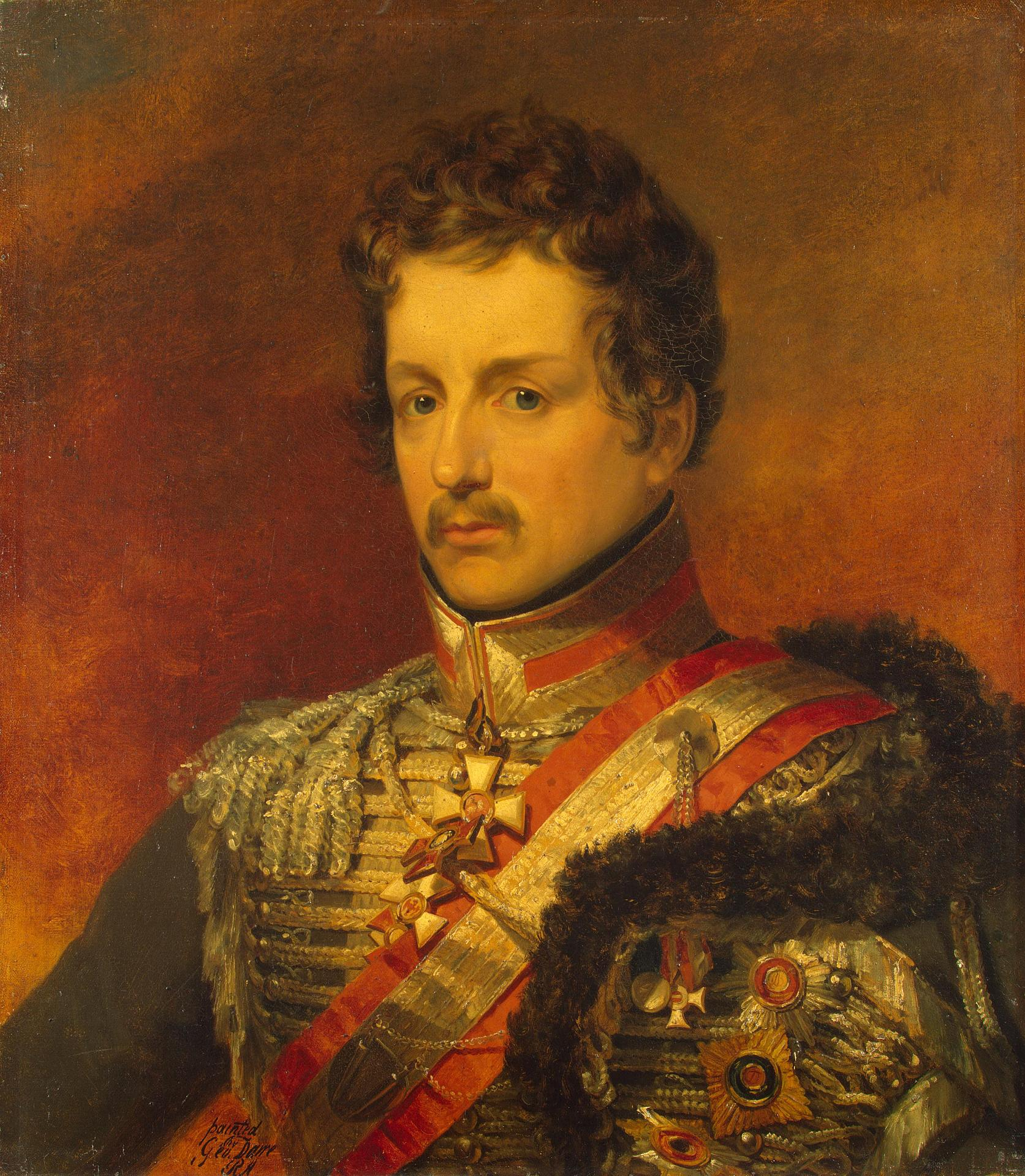
Il generale Pahlen ritratto da George Dawe

Pahlen ordinò ai due battaglioni a Mormant di trattenere i francesi a qualsiasi costo per dare modo al resto delle sue forze di ripiegare; quattro reggimenti di cosacchi andarono a fronteggiare la cavalleria di Kellerman, mentre gli ussari e gli ulani regolari di Rüdiger impegnavano la cavalleria di Milhaud. La fanteria di Gérard prese quindi d'assalto l'abitato di Mormant e ne ricacciò fuori le truppe russe; i dragoni francesi della divisione di Anne-François-Charles Trelliard si avventarono sui russi in fuga, obbligandone molti ad arrendersi. Sul fianco destro dei francesi, i reggimenti di cosacchi furono affrontati e messi in fuga dalla divisione di cavalleria di Samuel-François Lhéritier; mentre Lhéritier si lanciava all'inseguimento del nemico, i dragoni di Trelliard caricarono e infransero un quadrato di fanti russi.
Sul fianco settentrionale si sviluppò una dura lotta tra la cavalleria russa i Rüdiger e quella francese di Milhaud; successive cariche dei francesi infransero infine la coesione degli squadroni russi, che fuggirono dal campo di battaglia con la cavalleria leggera francese alle calcagna. Milhaud diresse quindi una brigata sul fianco della fanteria russa mentre una seconda brigata andava a tagliare la via di ritirata di Pahlen; senza il supporto delle proprie truppe montate, Pahlen fu costretto a schierare la sua fanteria in quadrato per difendersi dalla cavalleria francese. Il generale Antoine Drouot fece quindi muovere in avanti 36 pezzi dell'artiglieria della Guardia in prima linea per bombardare il facile bersaglio rappresentato dai quadrati russi.
Pahlen inviò messaggi a Nangis supplicando aiuto, ma solo la divisione austriaca del generale Anton Leonhard von Hardegg, parte del corpo austro-bavarese di Wrede, si trovava ancora in città. Il generale austriaco decise di non muovere in aiuto dei russi e ordinò un'immediata ritirata; ad ogni modo, prima che potessero mettersi in marcia, i due reggimenti di cavalleria austriaca della divisione di von Hardegg furono messi in disordine dall'arrivo di una massa di cosacchi in fuga, e poi dispersi dalla cavalleria francese che li inseguiva. La fanteria russa cercava intanto di ritirarsi, lasciando dietro di sé un tappeto di caduti causati dall'artiglieria di Drouot; nelle vicinanze di Grandpuits i russi furono infine costretti a fermarsi dalla cavalleria francese che sbarrava loro la via di ritirata. Decimati dal fuoco dei cannoni, i quadrati russi furono infine fatti a pezzi dalle cariche dei cavalieri francesi.
Nello scontro di Mormant i russi persero probabilmente un terzo della loro cavalleria e ammisero la perdita di 2 144 fanti; i francesi rivendicarono la cattura di 9 o 12 cannoni e 40 carri di munizioni, mentre i russi dichiararono di aver salvato due dei loro cannoni. I comandanti della cavalleria francese riferirono di aver perso 150 dei loro uomini, mentre Gérard riportò un totale di 30 perdite.

### Lo scontro di Valjouan

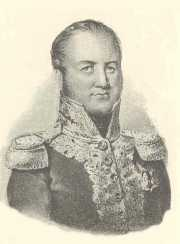
Étienne Maurice Gérard in un ritratto coevo

A Nangis, Napoleone divise la sua armata in tre colonne: Victor guidò la colonna di destra a sud attraverso Montereau con il suo II Corpo, la riserva di Parigi e la divisione di dragoni di Lhéritier; la colonna di sinistra era rappresentata dal VII Corpo di Oudinot e dalla cavalleria di Trelliard, incaricata di inseguire le forze in ritirata di Wittgenstein in direzione di Provins; la colonna centrale consisteva nel XI Corpo di MacDonald, diretta verso sud in direzione di Donnemarie-Dontilly. Napoleone era a Nangis in riserva con la Guardia imperiale.
Wittgenstein si ritirò rapidamente e attraversò la Senna a Nogent quel pomeriggio. La colonna di Victor partì da Nangis alle 13:30, ed entrò in contatto con forze nemiche a Villeneuve-le-Comte intorno alle 15:00. Informato dai superstiti della cavalleria austriaca di von Hardegg, il generale Peter de Lamotte aveva schierato la 3ª Divisione bavarese sulle colline di Valjouan, sbarrando la strada; le divisioni austriache di von Hardegg e Splény erano alle spalle dei bavaresi, ma iniziarono a ritirarsi non appena i francesi comparvero sulla scena. Gérard, che guidava l'avanzata con la cavalleria su entrambi i suoi fianchi, decise di attaccare immediatamente e chiese a Victor ulteriore sostegno. Supportata dal fuoco di 12 cannoni, la brigata di Jacques Félix Jan de La Hamelinaye assaltò i villaggi di Villeneuve e Grand-Maison alle 15:30, scacciandone i reparti bavaresi che li presidiavano; non appena i bavaresi furono allo scoperto, la cavalleria francese li caricò mettendoli in rotta. Alcune unità di cavalleria austriaca e bavarese tentarono di soccorrere la loro fanteria, ma furono a loro volta messe in rotta dopo una mischia con la cavalleria francese; le reclute appena addestrate della brigata di Bordesoulle riuscirono da sole a infliggere 300 perdite ai coalizzati.
Lamotte schierò la sua divisione in quadrato e iniziò a ritirarsi, inseguito dalla cavalleria francese. Dopo aver marciato per 2 chilometri verso Donnemarie, la divisione bavarese fu assalita dalla fanteria di Gérard emersa dai boschi e il quadrato fu rotto; ad ogni modo, la cavalleria francese era rimasta indietro e i battaglioni bavaresi furono in grado di raggrupparsi e riprendere la ritirata. Quella sera il corpo di Wrede riuscì ad attraversare la Senna a Bray, lasciando una retroguardia a Mouy-sur-Seine.

## Conseguenze
Schwarzenberg aveva lasciato che la sua armata si disperdesse su un fronte troppo ampio e Napoleone ne aveva approfittato per infliggergli un duro colpo. Alcune fonti indicano le perdite francesi negli scontri di Mormant e Valjouan in 800 morti e feriti, mentre i coalizzati persero 3 000 uomini e 14 cannoni; altre fonti indicano invece in 600 uomini le perdite francesi e in 3 114 uomini, nove cannoni e 40 carri di munizioni quelle dei coalizzati.
Napoleone si adirò molto con Victor per non aver inseguito da presso il nemico quel pomeriggio; l'imperatore si aspettò che Victor raggiungesse Montereau alle 06:00 del giorno seguente, ma quando il maresciallo non arrivò in città prima delle 09:00 Napoleone lo rimpiazzò immediatamente alla guida del II Corpo con Gérard. Schwarzenberg ordinò al principe Guglielmo di Württemberg di tenere la posizione di Montereau per un giorno prima di ritirarsi, ma la battaglia di Montereau del 18 febbraio si concluse con un nuovo successo per Napoleone.